# Deposição de metal a laser
A deposição de metal a laser (LMD) é um processo de fabricação aditiva no qual uma matéria-prima (normalmente um pó) é derretida com um laser e então depositada em um substrato. Uma variedade de metais puros e ligas podem ser usadas como matéria-prima, bem como materiais compósitos, como compósitos com matriz metálica. Fontes de laser com uma ampla variedade de intensidades, comprimentos de onda e configurações ópticas podem ser usadas. Embora o LMD seja tipicamente um processo baseado em fusão, isso não é um requisito, conforme discutido abaixo. Os processos baseados em fusão normalmente têm uma vantagem de resistência, devido à obtenção de uma fusão metalúrgica completa.

## Fonte de laser
Tal como acontece com a fusão seletiva do laser, a potência do laser não precisa ser especialmente alta, desde que a energia do laser esteja suficientemente concentrada. A taxa alcançável de adição de material depende da quantidade de potência do laser aplicada e do calor de fusão da matéria-prima e dos materiais do substrato. Como diferentes materiais absorvem diferentes comprimentos de onda de luz, é importante que o comprimento de onda da fonte do laser corresponda adequadamente ao espectro de absorção do material, para garantir que a quantidade de energia absorvida pelo material seja maximizada. Por exemplo, o uso de LMD para depositar aço é realizado de forma eficiente usando fontes de laser IR, enquanto para ligas à base de cobre os lasers verdes têm melhor absorção.

## Tipos
Existem vários processos LMD diferentes, com a matéria-prima e a energia do laser sendo entregues de diferentes maneiras e em locais diferentes.

### Pó pré-colocado
A técnica mais simples de LMD envolve pós pré-colocados. Uma matéria-prima em pó é colocada na superfície ou substrato, e um laser focado é então escaneado ou rasterizado sobre ela, fazendo com que a matéria-prima derreta e se funda com o substrato. Normalmente, um gás de proteção inerte é usado para reduzir a oxidação ao redor da zona fundida. Este processo é semelhante à fusão seletiva a laser, que envolve um processo sistemático, camada por camada, de construção de um objeto por fusão seletiva a laser dentro de um leito de pó.

### Convencional
No LMD convencional alimentado com pó, é utilizado um bocal ou bocais de pó, juntamente com uma fonte de laser focada. O laser é focado no substrato para formar uma poça de fusão. Simultaneamente, o pó é pulverizado para fora do bocal como uma pluma de jato de pó, direcionando o material para a poça de fusão, onde ele derrete. À medida que a fonte do laser se afasta, a poça de fusão segue, com o material no local anterior solidificando. Este processo é normalmente obtido usando um cabeçote de revestimento de laser, que integra os bicos de pó e a óptica do laser em um conjunto, com ambos focados em um único local alvo. O tamanho e a área da poça de fusão e da pluma de pó podem variar amplamente e podem assumir configurações pontuais ou em linha, dependendo da aplicação alvo. Quanto ao LMD colocado em pó, um gás de proteção é normalmente usado para minimizar a oxidação. O gás de arraste usado para fornecer o pó também é normalmente um gás de proteção. O processo LMD pode ser usado de várias maneiras, como digitalizando uma superfície ampla para construir um revestimento fino (<1 mm) (normalmente chamado de revestimento a laser) ou rasterizando uma área específica como um processo de fabricação aditiva para construir objetos em 3D camada por camada (às vezes chamado de deposição de energia direcionada).

### Alta velocidade
O LMD de alta velocidade (também conhecido como EHLA) difere do LMD convencional no ponto focal do laser e na velocidade do processo de revestimento. Para LMD de alta velocidade, o ponto focal está localizado acima do substrato. À medida que o pó é pulverizado através do ponto focal, a maior parte da energia do laser é absorvida pelo pó, onde derrete durante o voo. Isto resulta no impacto da matéria-prima em pó fundido no substrato, onde o calor é transferido do pó para o substrato. Isso normalmente resulta em uma porção menor de energia térmica sendo transferida para o substrato e, como resultado, o LMD de alta velocidade produz um depósito de cordão de solda mais fino (normalmente <0.5 mm por passe) com menor diluição e um cordão de solda mais fino afetado pelo calor. zona em comparação com o LMD convencional. A velocidade de deposição (a velocidade do local do fundido na superfície do substrato) é normalmente pelo menos 10 vezes maior que a velocidade do LMD convencional, e a taxa de solidificação do material também é mais rápida. O efeito típico dessas diferenças, em comparação com o LMD convencional, é um depósito com acabamento superficial mais liso, microestrutura de grão mais fino, melhor resistência à corrosão, e maior dureza. Tanto os revestimentos 2D quanto a fabricação aditiva 3D também são possíveis usando LMD de alta velocidade.

### Alimentação de arame
Semelhante aos processos de soldagem, o LMD pode ser realizado utilizando um fio metálico como matéria-prima. Isto pode ser uma vantagem, pois evita o custo e o esforço necessários para produzir uma matéria-prima em pó.

### Supersônico
O LMD supersônico é diferente dos outros processos LMD porque o laser não é usado para derreter materiais. Em vez disso, este é principalmente um processo de pulverização a frio modificado, que é um tipo de processo de deposição em estado sólido envolvendo a deposição por meio de uma nuvem de pó de jato supersônico. No LMD Supersônico um laser é utilizado para pré-aquecer o substrato e o fluxo de pó, a fim de amolecer esses materiais. Ao evitar a fusão e ao operar a uma temperatura mais baixa, isto reduz a possibilidade de ocorrer oxidação da matéria-prima e dos materiais do substrato.

## Limitações geométricas
Como vários processos de impressão, o LMD apresenta algumas limitações geométricas. Tais como, quando a cabeça do laser não apresenta rotação e está perpendicular à base os resultados aceitáveis para paredes inclinadas apenas ocorrem no intervalo de 90 graus a 60. Contudo caso seja necessário atingir resultados com melhor qualidade e obter inclinações até 30 graus, a melhor configuração é colocar a cabeça do laser paralelo à parede e perpendicular à base. Ângulos inferiores a 30º ainda não são possíveis de se obter.

## Propriedades de tração e fadiga (Ti-6AI-4V)
Estas propriedades dependem fortemente da microestrutura desenvolvida durante o processo de fabrico. Defeitos como poros ou fissuras estão frequentemente presentes nas peças de LMD, resultando em níveis inferiores de mecânicos, nomeadamente níveis mais baixos de resistência à fadiga. Os poros e fissuras são geralmente cicloidais ou elípticos com diâmetros na diâmetros na gama de 1 e10 mm e uma parede interna muito lisa. Estes são criados quando existem impurezas nas partículas de pó ou quando o gás presente no espaço oco entre as partículas não tem tempo suficiente para escapar durante o processo de solidificação.

## Propriedades mecânicas vs custo
A Deposição de metal a laser (LMD), alimentado na forma de pó ou a fio, é uma das técnicas mais promissoras manufatura aditiva (MA), capazes de produzir componentes com formato quase final, com boas propriedades mecânicas e acabamento superficial aceitável. As caraterísticas mecânicas do LDM pó são significativamente superiores as do LDM de fio, os custos de implementação são mais elevados para o LDM pó em relação ao LDM de fio.

## Precisão dimensional
Assim como grande maioria de métodos de fabrico aditivo, a precisão dimensional do LMD é muito inferior à precisão obtida com maquinação CNC. No entanto, é possível obter resultados superiores quando ambas as tecnologias são usadas intervaladamente.